# رابرت آلتمن
رابرت برنارد آلتمن (به انگلیسی: Robert Bernard Altman) (زاده ۲۰ فوریه ۱۹۲۵ – ۲۰ نوامبر ۲۰۰۶) از کارگردانان آمریکایی بود که ۷ بار نامزد دریافت جایزه اسکار شد و در سال ۲۰۰۶ جایزه اسکار دستاورد یک عمر فعالیت هنری را دریافت کرد.

## زندگی
آلتمن در ۲۰ فوریه ۱۹۲۵ در کانزاس سیتی در ایالت میزوری آمریکا به دنیا آمد. فعالیت هنری‌اش را با نویسندگی رادیویی آغاز کرد. وی در سن ۷۱ سالگی عمل پیوند قلب انجام داد و تا زمان دریافت جایزه اسکار این موضوع را فاش نکرد.

## آثار
نخستین فیلم بلند آلتمن، با عنوان بزهکاران (به انگلیسی: The Delinquents) در سال ۱۹۵۷ ساخته شد که باعث ورود این کارگردان به هالیوود گردید.
می‌توان از فیلم‌های بازیگر و برش‌های کوتاه در میان ده‌ها فیلمی که آلتمن طی شصت سال فعالیت سینمایی ساخت، به عنوان بهترین فیلم‌هایش نام برد.
او یکی از تجربه‌گراترین فیلمسازانی بود که هالیوود می‌توانست او را تحمل کند، منتقدان فیلم همواره توجه خاصی به فیلم‌های آلتمن نشان داده‌اند و برخی چون پالین کیل فیلم‌های او را وجه دیگری از سینمای غیرهالیوودی خوانده‌اند. تجربه‌گرایی و درک متفاوت و منحصر به فرد مخاطب از روایت سیال برای وی از اهمیت بسیاری برخوردار بود و در فیلم‌های اخیرش، نافرمانی از ساختار روایی سینمای هالیوود خود را آشکارا نشان می‌داد.
این کارگردان معتبر ساخت حدود نود فیلم را در کارنامه خود دارد.

## جایزه اسکار
هرچند که آلتمن برای کارگردانی فیلم‌های مش (۱۹۷۱)، نشویل (۱۹۷۶)، بازیگر (۱۹۹۳)، برش‌های کوتاه (۱۹۹۴) و گاسفورد پارک (۲۰۰۲) نامزد اسکار بهترین کارگردان و برای دو فیلم نشویل و گاسفورد پارک هم‌زمان نامزد دریافت بهترین فیلم شد اما هیچ‌گاه نتوانست اسکار دریافت کند. با این حال، در سال ۲۰۰۶ جایزه اسکار دستاورد یک عمر فعالیت هنری را که هر بار به یک هنرمند فعال در عرصه سینما می‌دادند، از دستان مریل استریپ و لیلی تاملین دریافت کرد.

## درگذشت
او در روز ۲۰ نوامبر ۲۰۰۶ در سن ۸۱ سالگی در یکی از بیمارستان‌های لس آنجلس بر اثر بیماری سرطان درگذشت.

## فیلم‌شناسی
- داستان جیمز دین (۱۹۵۷)
- شمارش معکوس (۱۹۶۸)
- آن روز سرد در پارک (۱۹۶۹)
- مش (۱۹۷۰)
- مک‌کیب و خانم میلر (۱۹۷۱)
- تصاویر (۱۹۷۲)
- خداحافظی طولانی (۱۹۷۳)
- نشویل (۱۹۷۵)
- بوفالو بیل و سرخپوستان، یا درس تاریخ گاو نشسته (۱۹۷۶)
- سه زن (۱۹۷۷)
- یک عروسی (۱۹۷۸)
- کوئینتت (۱۹۷۹)
- سلامت (۱۹۸۰)
- پاپای (۱۹۸۰)
- آریا (۱۹۸۷)
- بازیگر (۱۹۹۲)
- برش‌های کوتاه (۱۹۹۳)
- آماده پوشیدن (۱۹۹۴)
- کانزاس سیتی (۱۹۹۶)
- دکتر تی و زنان (۲۰۰۰)
- پارک گاسفورد (۲۰۰۱)
- همراهان خانه‌ای در علف‌زار (۲۰۰۶)

## جوایز
- برنده بفتای بهترین کارگردانی برای فیلم بازیگر
- کاندیدای بفتای بهترین کارگردانی برای فیلم گاسفورد پارک در سال ۲۰۰۱